# Autobahnbau in Nordhessen (1933–1945)
Der Autobahnbau in Nordhessen in der Zeit von 1933 bis 1945 war Teil der nationalsozialistischen Autobahnpolitik. Da Nordhessen zu dieser Zeit trotz seiner zentralen Lage auch verkehrstechnisch schlecht angebunden war, waren auch wirtschaftliche Gründe ausschlaggebend.

## Baubeginn ab 1934
Das deutsche NS-Autobahnprojekt strahlte auch nach Nordhessen aus. Tatsächlich wurde die Projektskizze des Kasseler Planers Klipp, die anlässlich der Trassendiskussion in Kassel Ende der 1920er Jahre entwickelt worden war, in der Planung der Autobahnstrecke Göttingen–Kassel–Bad Hersfeld umgesetzt. Eine besondere Rechtfertigung für das in der NS-Zeit geplante Autobahnnetz rings um Kassel war die äußerst schlechte Verbindung Kassels im Eisenbahnnetz der Reichsbahn. So wird erklärlich, dass im eigentlich verkehrsarmen Nordhessen zuerst mit dem Bau der Autobahnstrecke Kassel–Göttingen begonnen wurde. Am 1. Mai 1934 wurde die „Oberste Bauleitung der Kraftfahrbahnen“ in Kassel in der Kronprinzenstraße 1–2 eingerichtet. Ihr Leiter war der Direktor der Reichsbahn Otto Liebetraut. Die Bauleitung bestand aus neun Dezernaten für Trassierung, Grunderwerb, Finanz- und Personalangelegenheiten, zwei bautechnische Streckendezernate. Ferner gab es hier ein Dezernat für Brückenbau, Fahrbahndecken und Bodenkunde. Die Bauarbeiten wurden auf fünf Bauabteilungen (Göttingen, Hannoversch Münden, Bettenhausen, Wilhelmshöhe und Bad Hersfeld) aufgeteilt. Im Jahre 1934 beschäftigte die Oberste Bauleitung 47 Beamte, 103 Angestellte und 84 Arbeiter, während in den fünf Bauabteilungen 162 Beamte, Angestellte und Arbeiter tätig waren. Die mit den Arbeiten beauftragten Unternehmen beschäftigten im Bereich der Obersten Bauleitung Kassel 3.200 Arbeitskräfte, die teilweise beim Brückenbau im Zwei- oder gar Dreischicht-Betrieb eingesetzt wurden, so beim Bau der Asbachtalbrücke bei Bad Hersfeld.

## Strecke Kassel–Göttingen
Im November 1934 wurde mit dem Bau der Strecke Kassel–Göttingen begonnen, während die Bauarbeiten an der Linie Kassel–Homberg erst im Sommer 1935 begannen. In der Festschrift zur 600-Jahr-Feier der Gemeinde Guxhagen im Jahre 1952 wird der Bau der Autobahnbrücke über die Fulda ausführlich beschrieben. Die Brücke wurde in den letzten Kriegstagen gesprengt und war bis 1952 nur einspurig wieder aufgebaut worden.
Die Eröffnung der Strecke Kassel–Göttingen mit der Werratalbrücke Hedemünden als ihrem bedeutendsten Bauwerk fand am 20. Juni 1937 mit einem großartig inszenierten Festakt des Gauleiters auf der Autobahn statt. Die Parteizeitung des NS-Gaus Kurhessen ordnete dieses Ereignis zwischen die „Heerschauen“ der NS-Bewegung, den 6. Hessentag der NSDAP in Kassel und den Reichskriegertag des Kyffhäuserbundes in Kassel, ein. Die Autobahn hatte zweifellos einen utopischen Charakter, da die damalige Verkehrsdichte in Deutschland im Vergleich zu anderen europäischen Ländern sehr gering war. Zusätzlich wurde Nordhessen noch als besonders verkehrsarm eingeschätzt. Die Bilder aus der damaligen Zeit zeigen daher Autobahnstrecken, die keinen oder nur wenig Verkehr aufweisen. Zur Herstellung von Propaganda-Bildern über die Autobahn musste ein Verkehr besonders arrangiert werden. Die Strecke Kassel–Homberg wurde am 17. Dezember 1937 eröffnet.

## Propaganda und Zeitdruck

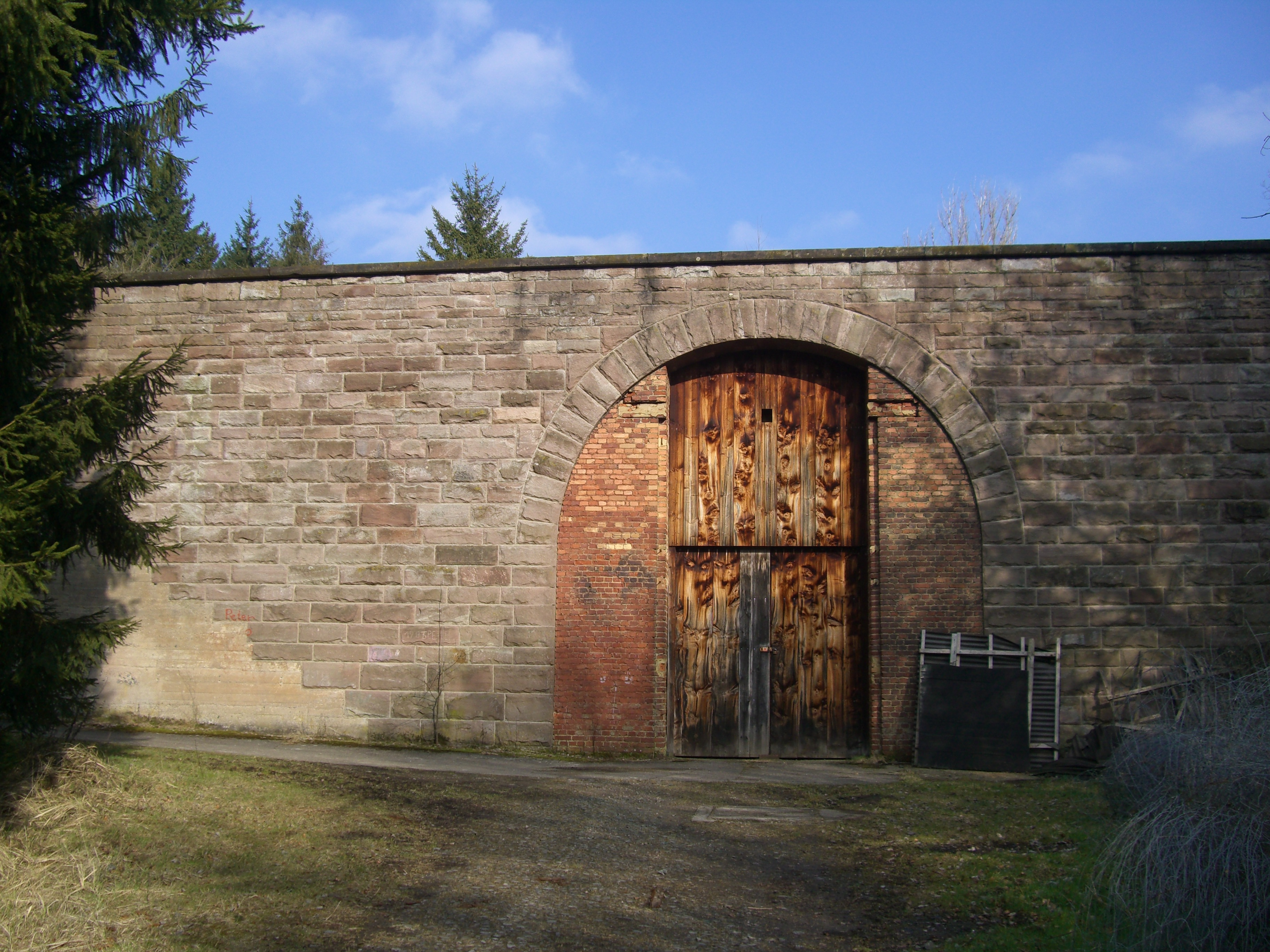
Ansicht der nicht fertig gebauten Autobahnbrücke im Wald bei Wellerode, 2008

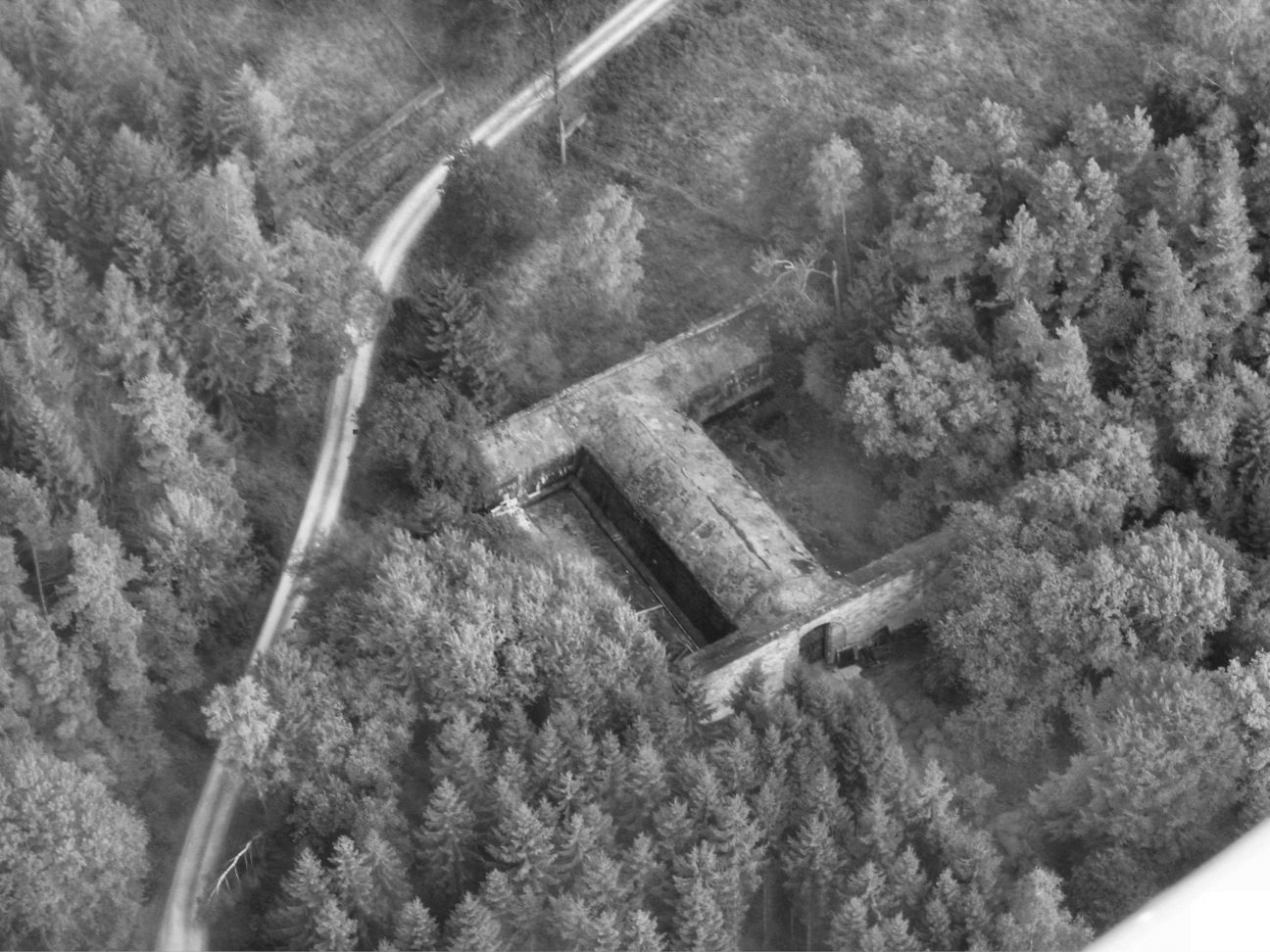
Luftbild einer nicht fertig gebauten Autobahnbrücke der geplanten Autobahn Kassel-Eisenach bei Wellerode, 1941

Da von der Propaganda das Ziel gesetzt worden war, ab 1936 jährlich 1000 km Autobahn fertigzustellen, stand das Autobahnprojekt unter sehr großem Zeitdruck. Diese Ziele wurden in den Jahren 1936 bis 1938 erreicht, zu den Terminen großartig gefeiert und auf den NS-Parteitagen in Nürnberg von Fritz Todt als erreicht verkündet. Allerdings schränkten ab Mitte 1938 die Befestigungsarbeiten am Westwall die Arbeiten an der Autobahn ein, da Baukapazitäten abgezogen werden mussten. Das Bauziel von 3000 km wurde im Jahre 1938 nur mit provisorisch eingerichteten, z. T. einspurigen und nur mit Schotter bedeckten Fahrbahnen der letzten Kilometer erreicht. Von den 3000 km waren 9,8 % einspurig. Im Jahre 1939 sank die Bauleistung infolge der Kriegsvorbereitungen auf 255 km ab. Die Bauleistung stieg im Jahre 1940 infolge von Zwangsarbeitereinsatz wieder auf 436 km an. Bis zum Sommer 1943 wuchs das Netz auf insgesamt 3858 km an, davon waren 14,3 % einspurig.
Das Autobahnprojekt stand wegen der geänderten wirtschaftlichen Prioritäten in der Kriegszeit erheblich unter Druck, vollständig eingestellt zu werden. Das Projekt verbrauchte knappe Rohstoffe, wie Stahl und Zement, ohne einen Beitrag zur militärischen Stärkung von Deutschland zu leisten. Daher sollte das Autobahnprojekt im deutlichen Unterschied zur Zeit vor 1940, wo Eröffnungen spektakulär gefeiert wurden, möglichst unauffällig, ja sogar unter Ausschaltung der Presse, weitergeführt werden. So wurde z. B. an der Linie Kassel–Hannover im Krieg zwar weitergebaut, aber als am 3. August 1942 die 13 km lange, provisorisch fertiggestellte Strecke Göttingen–Nörten für den Verkehr freigegeben wurde, ordnete der Landrat des Kreises Göttingen an, auf eine öffentliche Bekanntgabe der Freigabe abzusehen und auch die Presse nicht zu informieren.
Durch eine neue Prioritätensetzung in der Kriegszeit wurden die Baustellen der Linie Kassel–Eisenach aufgelassen, wofür die isoliert stehende Autobahnbrücke im Wald bei Wellerode Zeugnis gibt. Anstelle der Linie Kassel–Eisenach wurde die Strecke Bad Hersfeld–Eisenach (Strecke 81), noch im fünften Kriegsjahr, am 1. Juli 1943 provisorisch fertiggestellt. Der Abschnitt zwischen Sorga und Eisenach war die letzte Eröffnung einer Reichsautobahn vor der kriegsbedingten Einstellung aller Autobahnarbeiten im Reichsgebiet. Ab 1940 bis zur Einstellung der Arbeiten wurden Zwangsarbeiter und Kriegsgefangene für die Arbeiten herangezogen, die in Arbeitslagern entlang der Autobahntrassen untergebracht waren.
Der Zeitdruck beeinträchtigte die Sorgfalt, mit der Brückenbauwerke ausgeführt wurden. Beispielsweise misslang der Übergang von der ebenen Werratalbrücke bei Hannoversch Münden an den steilen Anstieg, so dass lange Busse mit der Karosserie den Boden berührten. Die Brücke bei Wommen auf der Strecke Bad Hersfeld–Eisenach wurde nicht nur als Sparmaßnahme lediglich einspurig ausgeführt, sondern hatte auch Probleme mit der Gründung der Pfeiler.